# Snollebollekes
Snollebollekes is een feestact uit Best opgericht door cabaretier Rob Kemps en dj's Jurjen Gofers en Maurice Huismans. Het trio heeft zich toegespitst op het genre après-ski- en carnavalsmuziek. Kemps beschrijft de muziek als 'een combinatie van moderne sound met hoempapa'.
Kemps, eerder al bekend van de televisietalentenjacht Lama Gezocht, werd het gezicht van de groep.

## Geschiedenis
In 2013 wilde Rick van Velthuysen, die destijds de ochtendshow Rick in de Morgen presenteerde op Radio Veronica, bij wijze van grap een carnavalsnummer uitbrengen. Hij vroeg de audiovormgevers of zij iets konden maken. Een van die vormgevers was radio-dj Jurjen Gofers. Zij produceerden het nummer Vrouwkes, dat een bescheiden succes werd met een elfde plaats in de Single Top 100. Feest-DJ Maurice Huismans zag potentie in het liedje en benaderde Gofers om een act te starten. Uiteindelijk werd Rob Kemps erbij gevraagd om het gezicht van Snollebollekes te worden.
Het nummer Vrouwkes werd een jaar later tijdens de Buma NL Awards uitgeroepen tot beste single van 2013. De opvolger, Snollebolleke, werd in Nederland geen hit maar bereikte in de Belgische Ultratop 50 plaats twee. Na carnavalskrakers als Links rechts en Alaafrojack werd in 2016 het nummer Daar gaat ze aan het repertoire toegevoegd, met het refrein van Clouseau en de videoclip waarin onder andere Dries Roelvink figureert.  
In maart 2019 gaf Snollebollekes twee uitverkochte concerten in het GelreDome. Door het succes besloot de organisatie in 2020 opnieuw een concertreeks te geven in het Arnhemse stadion. Tevens ontvingen ze een eigen tegel op de Walk of Fame voor de hoofdingang van GelreDome. In datzelfde jaar stonden zij twee avonden in de Johan Cruijff ArenA tijdens de concerten van De Toppers. Ze hebben sinds 2022 ook een eigen festival, het Totalloss-festival, dat in Aquabest wordt gehouden.